# П'ятиднівська сільська рада
П'ятидні́вська сільська́ ра́да — колишня адміністративно-територіальна одиниця та орган місцевого самоврядування в Володимир-Волинському районі Волинської області. Адміністративний центр — село П'ятидні.
Згідно з рішенням Волинської обласної ради № 36/6 від 14 серпня 2015 року сільська рада увійшла до складу Устилузької об'єднаної міської територіальної громади з центром у місті Устилуг Володимир-Волинського району Волинської області.

## Загальні відомості
Станом на 2001 рік:
- Територія ради: 2,69 км²
- Населення ради: 1106 осіб
- Дворів (квартир): 439, з них 41 новий (після 1991 р.)

## Населені пункти
До серпня 2015 року сільській раді були підпорядковані населені пункти:
- с. П'ятидні
- с. Хрипаличі

## Населення
Згідно з переписом УРСР 1989 року чисельність наявного населення сільської ради становила 1073 особи, з яких 498 чоловіків та 575 жінок.
За переписом населення України 2001 року в сільській раді мешкало 1107 осіб.

### Мова
Розподіл населення за рідною мовою за даними перепису 2001 року:
| Мова       | Відсоток |
| ---------- | -------- |
| українська | 98,46 %  |
| російська  | 1,27 %   |
| білоруська | 0,18 %   |

## Господарська діяльність
В П'ятиднівській сільській раді працюють школа І-ІІ ступенів, клуб, бібліотека, 2 фельдшерсько-акушерських пункти, відділення зв'язку, АТС на 143 номера, 2 торговельних заклади. Проводять господарську діяльність підприємство з виробництва сільськогосподарської продукції та 2 фермерських господарства, спеціалізація — рослинництво.
На території сільської ради доступні такі телеканали: УТ-1, УТ-2, 1+1, Інтер, СТБ, Обласне телебачення. Радіомовлення здійснюють радіостанції: Радіо «Промінь» та проводове радіо.
Села сільської ради газифіковані. Дороги в задовільному стані.

## Склад ради
Рада останнього скликання складалась з 16 депутатів та голови.
- Голова ради: Куницька Алла Михайлівна
- Секретар ради: Петрук Інна Василівна

### Керівний склад попередніх скликань
| Прізвище, ім'я, по батькові | Основні відомості                                                 | Дата обрання | Дата звільнення |
| --------------------------- | ----------------------------------------------------------------- | ------------ | --------------- |
| Куницька Алла Михайлівна    | Сільський голова, 1954 року народження, освіта вища, позапартійна | 26.03.2006   | 31.10.2010      |
| Куницька Алла Михайлівна    | Сільський голова, 1954 року народження, освіта вища, позапартійна | 31.10.2010   | 25.10.2015      |

Примітка: таблиця складена за даними сайту Верховної Ради України

### Депутати VI скликання
За результатами місцевих виборів 2010 року депутатами ради стали:

#### За суб'єктами висування
| Суб'єкт висування                                       | Кількість обраних депутатів | %    |
| ------------------------------------------------------- | --------------------------- | ---- |
| Самовисування                                           | 13                          | 81,3 |
| Політична партія Всеукраїнське об'єднання «Батьківщина» | 2                           | 12,5 |
| Політична партія Всеукраїнське об'єднання «Свобода»     | 1                           | 6,3  |

#### За округами
| № округу                                                | Прізвище, ім'я, по батькові    | Дата визнання обраним | Освіта             | Партійна приналежність                        | Відомості про обраного депутата       |
| ------------------------------------------------------- | ------------------------------ | --------------------- | ------------------ | --------------------------------------------- | ------------------------------------- |
| Політична партія Всеукраїнське об'єднання «Батьківщина» |                                |                       |                    |                                               |                                       |
| 1                                                       | Панасюк Майя Василівна         | 03.11.2010            | вища               | член Всеукраїнського об'єднання «Батьківщина» | загальноосвітня школа, вчитель        |
| 14                                                      | Фісюк Олена Анатоліївна        | 03.11.2010            | вища               | член Всеукраїнського об'єднання «Батьківщина» | тимчасово не працює                   |
| Політична партія Всеукраїнське об'єднання «Свобода»     |                                |                       |                    |                                               |                                       |
| 10                                                      | Шевчук Наталія Василівна       | 03.11.2010            | середня спеціальна | член Всеукраїнського об'єднання «Свобода»     | тимчасово не працює                   |
| Самовисування                                           |                                |                       |                    |                                               |                                       |
| 2                                                       | Корнійчук Галина Йосипівна     | 03.11.2010            | вища               | позапартійна                                  | ТзОВ П'ятидні, бухгалтер              |
| 3                                                       | Войтичук Валентина Дмитрівна   | 03.11.2010            | середня            | позапартійна                                  | соціальний працівник                  |
| 4                                                       | Осядач Оксана Станіславівна    | 03.11.2010            | середня            | позапартійна                                  | СПО Заріччя, продавець                |
| 5                                                       | Смольська Валентина Михайлівна | 03.11.2010            | вища               | позапартійна                                  | загальноосвітня школа, вчитель        |
| 6                                                       | Хиць Світлана Павлівна         | 03.11.2010            | вища               | позапартійна                                  | загальноосвітня школа, вчитель        |
| 7                                                       | Зволянська Надія Олександрівна | 03.11.2010            | вища               | позапартійна                                  | загальноосвітня школа, директор       |
| 8                                                       | Гаєвська Наталія Миколаївна    | 03.11.2010            | середня спеціальна | позапартійна                                  | ТзОВ П'ятидні, продавець              |
| 9                                                       | Цизь Роман Миколайович         | 03.11.2010            | вища               | позапартійний                                 | ТзОВ П'ятидні, агроном                |
| 11                                                      | Гус Надія Євгенівна            | 03.11.2010            | середня            | позапартійна                                  | ТзОВ П'ятидні                         |
| 12                                                      | Широчук Петро Миколайович      | 03.11.2010            | середня спеціальна | позапартійний                                 | Церква П'ятидні, священик             |
| 13                                                      | Симон Іван Станіславович       | 03.11.2010            | середня спеціальна | позапартійний                                 | тимчасово не працює                   |
| 15                                                      | Андрошуко Зоя Олександрівна    | 03.11.2010            | вища               | позапартійна                                  | ТзОВ П'ятидні, завідувачка складу     |
| 16                                                      | Петрук Інна Василівна          | 03.11.2010            | незакінчена вища   | позапартійна                                  | П'ятиднівська сільська рада, секретар |